# 카마이야
카마이야(Kamaiyah, 1992년 3월 13일 ~ )는 미국의 래퍼, 가수이다.

## 음반 목록

### 믹스 테잎
- A Good Night in the Ghetto (2016)
- Before I Wake (2017)